# 利州 (宋朝)
利州，中国南宋时设置的羁縻州。
隋唐以来，当地时溪洞之地，号称阪丽庄。宋理宗之前置利州，属邕州横山寨。治所在今广西壮族自治区田林县东利周瑶族乡。从属于邕州所领羁縻州。元朝利州属田州路，后属来安路。明太祖洪武七年（1374年）属广西布政司泗城州，明世宗嘉靖初年，废除利州。